# Битка код Копиднадоса
Битка код Копиднадоса или Битка код Копиднадона вођена је септембра 788. године између војске Византијског царства са једне и Абасида са друге стране. Абасиди су покренуло инвазију на Малу Азију и суочили се са византијском војском код Копиднадона. Битка је завршена муслиманском победом.

## Увод
Након неуспешне последње опсаде Цариграда, упади муслимана на Византијске територије били су веома чести, скоро годишњи. Године 782. покренута је велика инвазија под командом Харун ел Рашида. Рат је завршен понижавајућим исходом за Византију која је приморана да тражи мир и пристане на плаћање годишњег данка од 160.000 златних солидуса. Године 785. царица Ирина је обуставила плаћање данка након чега поново избија рат. Рат је вођен са променљивим исходом.

## Битка
Озбиљнији сукоби почињу 788. године када Арапи пролазе кроз Киликијске капије у Анатолији. Овај упад се не спомиње у арапским изворима, о њему сведочи Теофан Исповедник. Место битке "Копиднадос" је непознато. Историчари га поистовећују са градом Подандосом, на западном излазу Киликијских капија. Према кратком сведочењу Теофана, битка је завршена поразом Византинаца који су изгубили мноштво официра и војника међу којима је и Диоген, командант Анатолије.